# Concetta Tomei
Pour les articles homonymes, voir Tomei.
Concetta Tomei est une actrice américaine née le 30 décembre 1945 à Kenosha, Wisconsin (États-Unis).

## Filmographie
- 1982 : Amy & the Angel (TV) : Mrs. Mixner
- 1985 : Méprise (Doubletake) (TV) : Hazel Carter
- 1986 : Meurtre en trois actes (Murder in Three Acts) (TV) : Janet Crisp
- 1987 : Betty Ford, femme de président (The Betty Ford Story) (TV) : Jan
- 1987 : L'Affaire du golfe du Tonkin (In Love and War) (TV) : Doyen Salsig
- 1988 : China Beach (TV) : Maj. Lila Garreau
- 1991 : American Eyes (TV)
- 1991 : Panique chez les Crandell (Don't Tell Mom the Babysitter's Dead) : Mrs. Crandell
- 1991 : Une victoire spéciale (One Special Victory) (TV)
- 1992 : The Burden of Proof (TV) : Clara Stern
- 1993 : The Goodbye Bird : Victoria Van Borins (Miss Van Borins) / Doris, the birdlady
- 1993 : Twenty Bucks : Sam's Mother
- 1994 : La victime (Sin & Redemption) (TV) : Marina Preston
- 1994 : Madman of the People ("Madman of the People") (série TV) : Delia Buckner
- 1996 : Lush Life (série TV) : Ann Hines-Davis-Wilson-Jefferson-Ali
- 1997 : La Croisière aventureuse (Out to Sea) : Madge
- 1998 : Deep Impact : Patricia Ruiz
- 1999 : La Muse (The Muse) : Nurse Rennert
- 2002 : Risque-tout (Purpose) : Lily Elias
- 2003 : Hôtesse à tout prix (View from the Top) : Mrs. Stewart
- 2004 : Gone But Not Forgotten (TV) : Rita
- 2006 : The List : Ms. Fitch

## Voix françaises
- Anne Deleuze dans Drame en trois actes (1986)
- Béatrice Belthoise dans Providence (1999-2002)
- Frédérique Cantrel dans Cold Case : Affaires classées (2008)
- Carine Seront dans La Diva du divan (2011-2013)